# John Merven Carrère
John Merven Carrère (Rio de Janeiro, 1858 – New York, 1911) è stato un architetto statunitense.
Titolare dello studio Carrère and Hastings dal 1885, tra i suoi progetti rivestono particolare importanza il ponte di Manhattan (1911), il New Theatre (1909) e la Carnegie Institution (1909).